# Georg Friedrich von Guaita

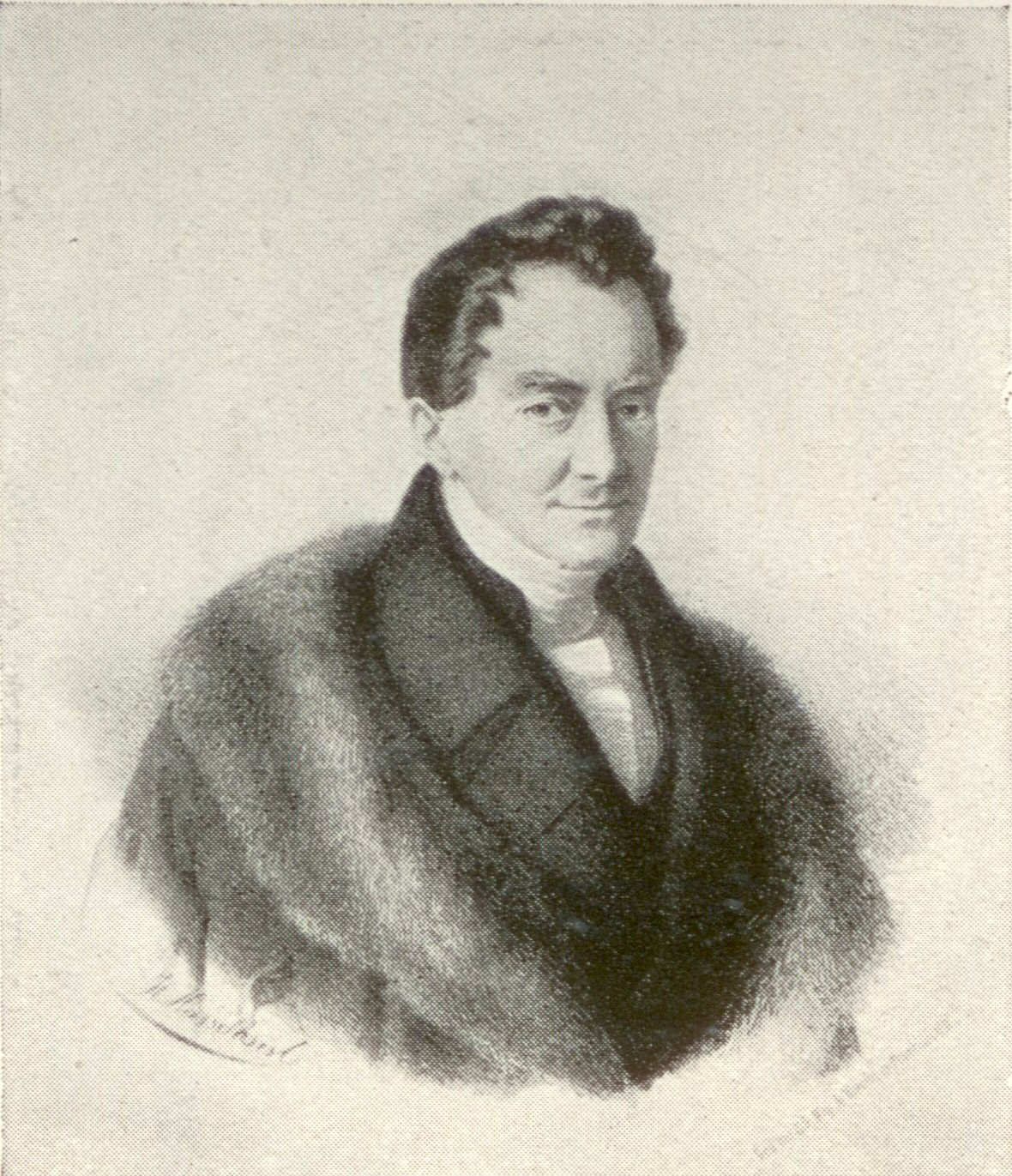
Georg Friedrich von Guaita

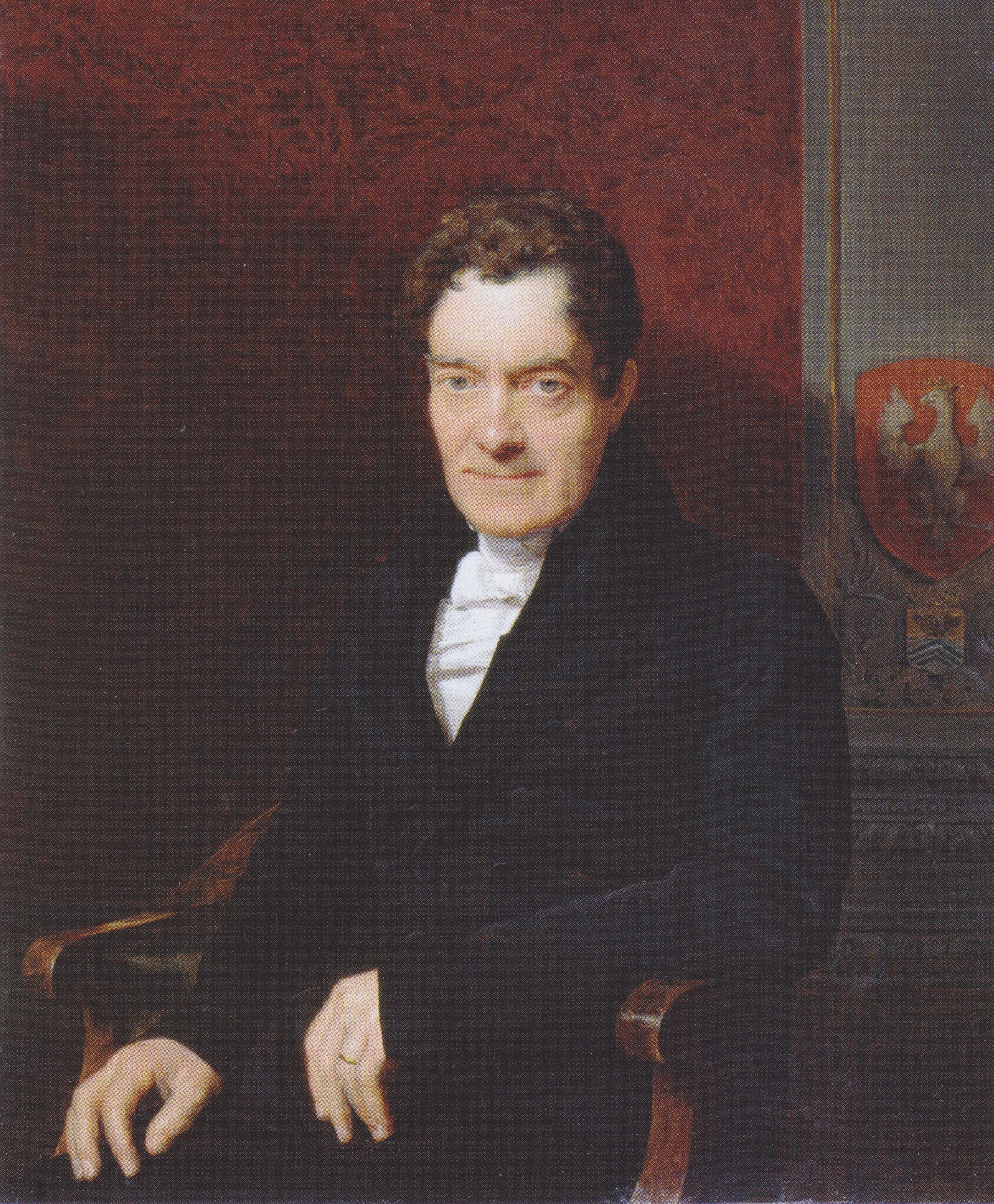
Georg Friedrich von Guaita, 1834 Porträt von Ferdinand Georg Waldmüller

Georg Johann Friedrich von Guaita, geadelt 1813 (* 5. Juli 1772 in Frankfurt am Main; † 30. März 1851 ebenda) war ein Frankfurter Bürgermeister und Senator. 1822 wurde er erstmals Älterer Bürgermeister, das für jeweils ein Jahr gewählte Staatsoberhaupt der Freien Stadt Frankfurt. Guaita war damit der erste Katholik, der seit der Reformation in dieses Amt gewählt wurde. Bis 1839 wurde er sechsmal wiedergewählt.

## Leben und Werk
Die Familie Guaita stammte aus der Gegend von Menaggio am Comer See und war seit 1660 als Pomeranzenhändler in Frankfurt ansässig. Im 18. Jahrhundert erlangten die Guaitas das Bürgerrecht.
Georg Friedrich Guaita war Sohn des Geheimen Finanzrats Johann Baptist Guaita (1731–1783) und der Maria Elisabeth Guaita geb. Belli (1737–1806). Er war verheiratet mit Meline Brentano (1788–1861), einer Schwester von Clemens und Bettine Brentano. Sein Wohlstand ermöglichte es ihm, ein repräsentatives Haus zu führen, in dem aufgrund der Verwandtschaft seiner Frau auch zahlreiche angesehene Künstler verkehrten, darunter auch Johann Wolfgang von Goethe.
Als die Freie Reichsstadt Frankfurt nach dem Ende des Heiligen Römischen Reiches an den Fürstprimas Carl Theodor von Dalberg fiel, bedeutete das auch das Ende der seit dem Mittelalter bestehenden Patrizierherrschaft. Den wenigen Frankfurter Katholiken brachte es die volle bürgerliche Gleichberechtigung.
Guaita wurde 1807 in den Senat der Stadt berufen, wo er zum Wortführer der Katholiken wurde. 1812 ernannte ihn Dalberg, inzwischen Großherzog von Frankfurt, zum Präfekturrat. 1813 wurde er in den Adelsstand erhoben.
Ende 1813 erhielt Frankfurt am Main seine Unabhängigkeit zurück. Guaita wurde 1817 Schöffe und 1822 erstmals zum Älteren Bürgermeister der Freien Stadt Frankfurt gewählt. 1824, 1826, 1831, 1833, 1837 und 1839 wurde er wiedergewählt. Das Amt des Älteren Bürgermeisters wurde jährlich neu vergeben, wobei eine direkte Wiederwahl nicht zulässig war. Die Häufigkeit, mit der Guaita in dieses höchste Staatsamt gewählt wurde, zeigt daher das hohe Ansehen, das Guaita im Senat genoss.

## Kinder
1. Franz Georg Carl von Guaita (1810–1868), Mitinhaber und Direktor des Frankfurter Theaters
2. Leberecht von Guaita (1814–1875) verheiratet mit Mathilde von Guaita, geboren als Mathilde Thérèse Amalie Mumm (1815–1890)
3. Marie von Guaita (1815–1859) heiratete in 1. Ehe Kaufmann Anton Berna den Sohn von David Berna, beider Sohn Georg Berna, Witwe seit 1836, gemalt von Philpp Veit, 2. Ehe mit Louis Brentano, beider Tochter Marie (1841–1919). Sie heiratete 1862 den Historiker Karl Friedrich Stumpf (1829–1882) und nahmen den Namen Stumpf-Brentano an. Durch Kriegsanleihen und Inflation verlor die Familie im 20. Jahrhundert ihr Vermögen. Schließlich wurden die Villa und der 13 Hektar große Park 1926 der Stadt Frankfurt verkauft.
4. Antonie von Guaita (1816–1881), verheiratet mit Jacob Georg von Hertling (1805–1851), deren Sohn Georg von Hertling (1843–1919) deutscher Reichskanzler wurde.
5. Sophie von Guaita (15. Mai 1824–?), verheiratet 1850 mit dem Juristen und Politiker Johann Hermann Detmold (1807–1856)

## Grabstätte

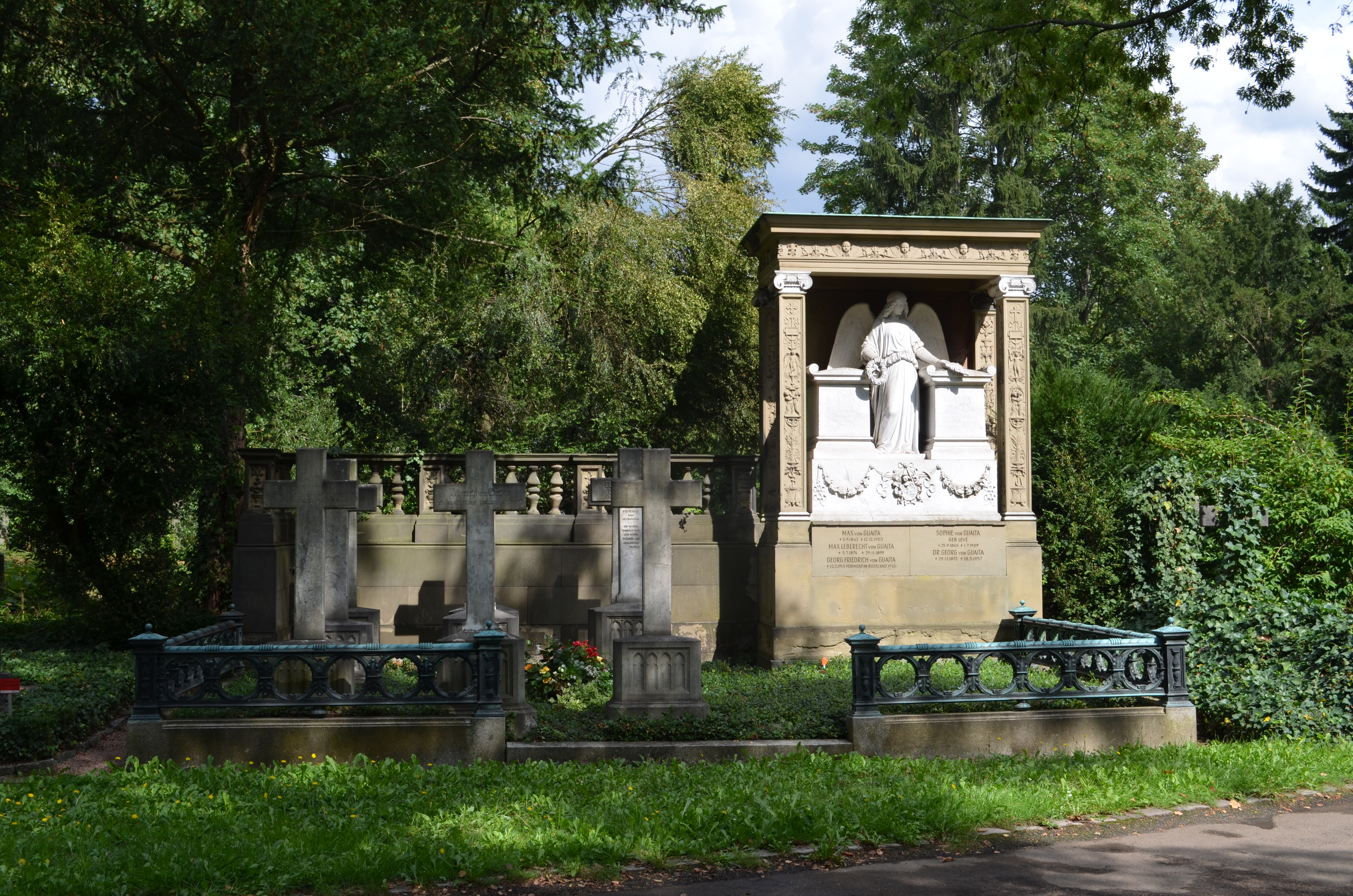
Grab auf dem Hauptfriedhof

Guaita starb am 30. März 1851 in Frankfurt am Main. Er liegt in der Familiengrabstätte (Gewann C Nr. 8-9) auf dem Hauptfriedhof begraben.